# قرار مجلس الأمن التابع للأمم المتحدة رقم 170
قرار مجلس الأمن التابع للأمم المتحدة رقم 170، الذي اعتمد بالإجماع في 14 ديسمبر 1961، بحث طلب تنجانيقا للحصول على عضوية في الأمم المتحدة. وأوصى المجلس الجمعية العامة بقبول تنجانيقا.